# Крутова, Валентина Васильевна
Валентина Васильевна Кру́това (р. 1946) — российский политик, депутат ГД РФ. 

## Биография
В. В. Крутова родилась 13 января 1946 года в Кинешме Ивановской области. В 1969 году окончила ЯГПИ. В 1969—1975 годах преподавала в Красноярском крае, в 1975—1989 годах — в Кинешме. В 1981—1985 годах на партийной работе. 27 мая 2001 года была избрана депутатом ГД РФ на дополнительных выборах по Кинешемскому избирательному округу (после избрания В. И. Тихонова губернатором Ивановской области). Член фракции КПРФ, член Ивановского обкома КПРФ.